# 成羽村
成羽村（なりわそん）は、岡山県川上郡にあった村。現在の高梁市の一部にあたる。

## 地理
成羽川の中流域に位置していた。

## 歴史
- 1889年（明治22年）6月1日、町村制の施行により、川上郡成羽村、羽山村が合併して村制施行し、成羽村が発足[1][2]。旧村名を継承した成羽、羽山の2大字を編成[2]。
- 1906年（明治39年）4月1日、川上郡成羽町と合併し成羽町が存続して廃止された[1][2]。合併後、成羽町大字成羽・羽山となる[2]。

### 地名の由来
水音の成り合う意から鳴輪（なるわ）、鳴波（なりわ）に由来。

## 産業
- 農業[2]